# Euharamiyida
Clade
Taxons de rang inférieur
- - † Millsodon Butler et Hooker, 2005
- † Eleutherodontidae Kermack et al., 1998
  - † Eleutherodon Kermack et al., 1998
  - † Maiopatagium Luo et al., 2017
  - † Megaconus Zhou et al., 2013
  - † Sineleutherus Martin, Averianov et Pfretzschner, 2010
  - † Vilevolodon Luo et al.[2], 2017
  - † Xianshou Wang, Meng, Bi, Guan et Sheng, 2014
- † Arboroharamiyidae Zheng et al., 2013
  - † Arboroharamiya Zheng et al., 2013
- † Shenshouidae Mao et Meng, 2019
  - † Qishou Mao et Meng, 2019
  - † Shenshou Bi, Wang, Guan, Sheng et Meng, 2014
  - † Sharypovoia Averianov et al., 2019

Les Euharamiyida forment un clade éteint d'Haramiyida, des mammaliaformes basaux. À son érection en 2014 par Bi Shundong et ses collègues ce groupe était considéré comme un clade  d'allothériens en groupe frère des multituberculés,. Il est aujourd'hui placé parmi les mammaliaformes en dehors (en amont) du groupe-couronne des mammifères,.
Ils sont connus principalement dans le nord-est de la Chine, dans la formation de Tiaojishan datée de la fin du Jurassique moyen et du Jurassique supérieur.

## Description
Leur apparence générale, par convergence évolutive, rappelle celle de nos rongeurs modernes. Ce sont des animaux de petite taille principalement arboricoles. Certains d'entre eux, comme Maiopatagium, Vilevolodon et Xianshou,  montrent des membranes de peau tendues entre leurs membres (patagiums) qui leur permettaient d’effectuer des vols planés à la manière des écureuils volants actuels,,. 
Ces mammifères seraient apparus il y a environ 208 millions d'années, au Trias supérieur, puis se sont grandement diversifiés au Jurassique.

## Liste des sous-taxons
- - Millsodon Butler et Hooker, 2005
- Eleutherodontidae Kermack et al., 1998
  - Eleutherodon Kermack et al., 1998
  - Maiopatagium Luo et al., 2017
  - Megaconus Zhou et al., 2013
  - Sineleutherus Martin, Averianov et Pfretzschner, 2010
  - Vilevolodon Luo et al.[2], 2017
  - Xianshou Wang, Meng, Bi, Guan et Sheng, 2014
- Arboroharamiyidae Zheng et al., 2013
  - Arboroharamiya Zheng et al., 2013
- Shenshouidae Mao et Meng, 2019
  - Qishou Mao et Meng, 2019
  - Shenshou Bi, Wang, Guan, Sheng et Meng, 2014
  - Sharypovoia Averianov et al., 2019